# Иларион (Трусов)
Иларио́н Тру́сов (ум. 1741) — архимандрит Русской православной церкви; начальник Русской духовной миссии в Пекине.

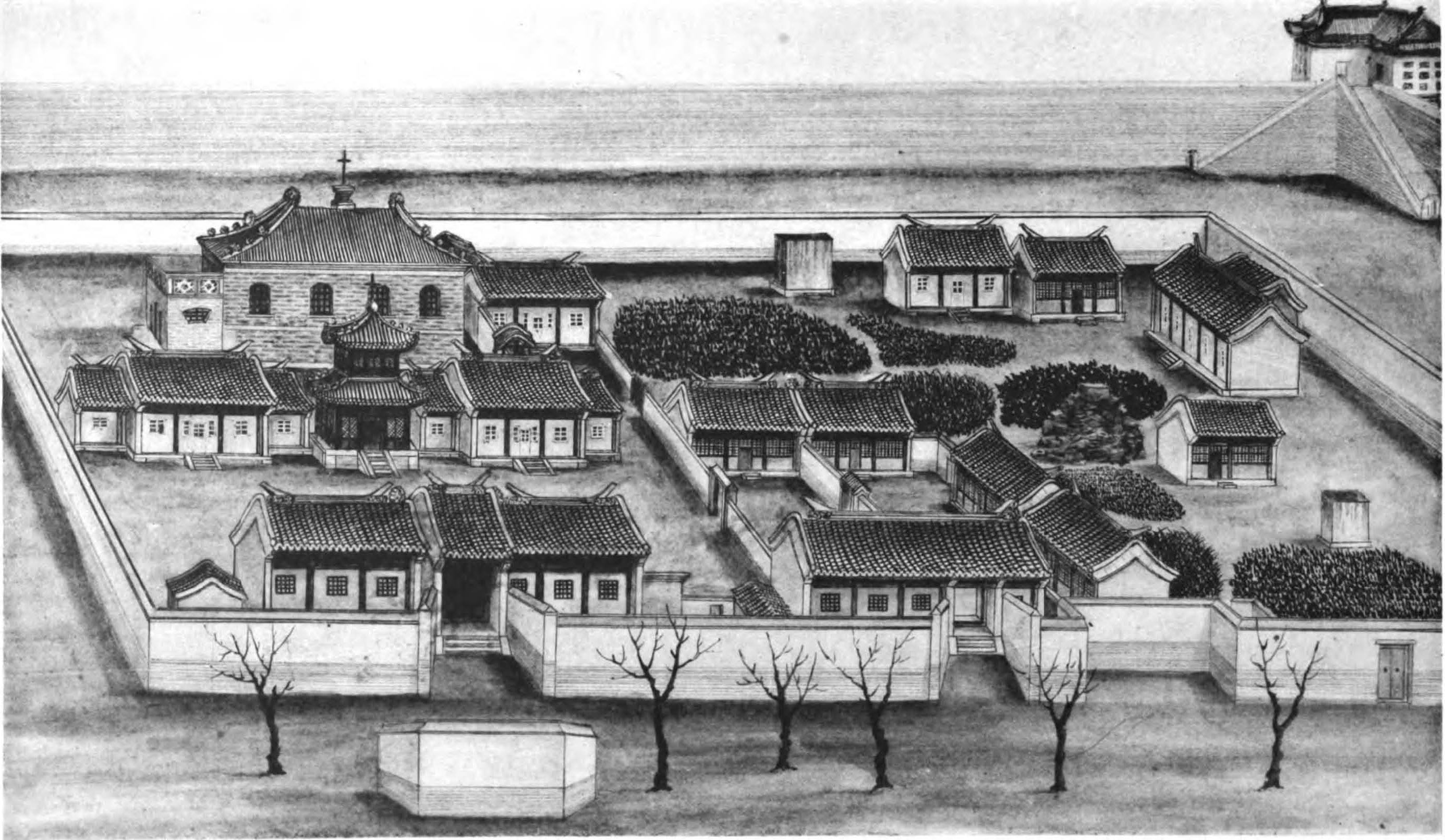
Русская духовная миссия в Пекине

## Биография
В течение 12 лет служил корабельным иеромонахом на Камчатке, затем состоял при Тобольском архиерейском доме. В 1727 года стал караванным священником при Пекинской духовной миссии.
В 1732 году, будучи иеромонахом Тобольского архиерейского дома, Иларион Трусов был отправлен в Китай в город Пекин, на Посольский двор и в том же году отправлен в Санкт-Петербург на суд за то, что в старой печатной форме молитв за Императорскую фамилию, для избежания путаницы, вычеркнул имена двух умерших Великих Княгинь; на суде был оправдан и определен в Великий Новгород в «разряд его преосвященства».
30 марта 1734 года Иларион Трусов был перемещен в Александро-Свирский монастырь, а 10 сентября того же года назначен архимандритом Посольского Спасо-Преображенского монастыря.
9 января 1735 года Иларион Трусов был отправлен вторично в Пекин уже начальником миссии.
Скончался 22 апреля 1741 года в Пекине. Похоронен на русском кладбище в Пекине. Оставшееся после него личное имущество было продано для покрытия долгов миссии.